# Demonic Toys
Demonic Toys (tựa tiếng Việt: Đồ chơi quỷ) là một bộ phim kinh dị - tâm lý Mỹ của đạo diễn Peter Manoogian thực hiện, được phát hành vào năm 1992. Phim có sự tham gia của dàn diễn viên Tracy Scoggins, Bentley Mitchum, Michael Russo, Daniel Cerny, Pete Schrum, Robert Stoeckle, William Thorne và Jeff Weston. Ở Hoa Kỳ, bộ phim được xếp hạng "R" vì những cảnh quay bạo lực, ngôn ngữ thô tục và cảnh khỏa thân.
Demonic Toys có câu khẩu hiệu chính thức là They want to play with you (dịch tiếng Việt: Chúng muốn chơi với bạn).

## Nội dung
Hai cảnh sát Matt Cable và Judith Gray là một cặp tình nhân, đêm hôm đó họ được lệnh bắt hai tên tội phạm buôn lậu vũ khí là Lincoln và Hesse. Cuối cùng Lincoln và Hesse cũng đến, Matt định bắt chúng nhưng bị chúng bắn chết, Judith liền đuổi theo hai tên tội phạm. Gần đó có kho hàng chứa đồ chơi, Lincoln và Hesse chạy vào đó. Judith đuổi theo Lincoln, còn Hesse ngã xuống sàn do vết thương mà Matt bắn hắn trước đó. Những món đồ chơi ở đây bỗng dưng sống dậy, chúng đã bị quỷ nhập và giết chết Hesse. Nổi bật nhất trong đám đồ chơi là búp bê Baby Oopsy Daisy, gấu bông Grizzly Teddy, quỷ hề Jack Attack và rô-bốt Mr. Static.
Judith bắt được Lincoln rồi còng hắn lại, sau đó cả hai bị đám đồ chơi khóa cửa nhốt trong căn phòng nhỏ, Judith không biết làm cách nào để thoát ra. Ở văn phòng bảo vệ, nhân viên bảo vệ tên Charnetski đang chờ phần gà rán mà ông vừa gọi điện đặt hàng, ông không hề nghe tiếng kêu của Judith. Một lát sau, anh chàng tên Mark Wayne đến giao gà rán cho Charnetski, hai người bắt đầu nghe được tiếng súng của Judith. Charnetski và Mark mở cửa cho Judith, Judith nói rằng cô cần gọi cảnh sát đến. Charnetski để Mark ở lại với Judith rồi ông quay về văn phòng để gọi cảnh sát. Tuy nhiên Charnetski bị đám đồ chơi giết chết trước sự chứng kiến của Mark và Judith. Một cô gái tên Anne bất ngờ trong lỗ thông gió chui ra gặp Mark và Judith. Anne tiết lộ rằng cô lẻn vào kho hàng đồ chơi này chỉ để trốn người bố bạo lực của cô.
Tất cả các cánh cửa đều đã bị đám đồ chơi đóng lại, chúng muốn nhốt những con người ở lại đây, và chỉ có bàn điều khiển trong văn phòng bảo vệ mới có thể mở các cánh cửa. Anne đề nghị chui qua lỗ thông gió, vì làm thế sẽ tránh được đám đồ chơi quỷ ám. Mark và Anne chui qua lỗ thông gió để đến văn phòng bảo vệ trong khi Judith ở lại canh chừng Lincoln. Judith ngủ quên giữa chừng, trong giấc mơ cô gặp chúa quỷ - thủ lĩnh của đám đồ chơi, chúa quỷ có thể biến thành bất cứ thân xác nào hắn muốn. Chúa quỷ dự định nhập vào một bào thai của người phụ nữ mang thai, hắn sẽ được sinh ra đời và sẽ làm hại thế gian. Đối tượng mà chúa quỷ nhắm đến chính là Judith, bởi vì cô đã có thai với Matt. Judith giật mình tỉnh dậy, cô đi tìm Lincoln sau khi phát hiện hắn đã bỏ trốn.
Mark và Anne đến văn phòng bảo vệ, trớ trêu thay, tất cả điện thoại và máy móc đều đã bị đám đồ chơi phá hỏng. Búp bê Baby đâm chết Anne, quỷ hề Jack Attack tấn công Mark. Mark mở tủ lấy khẩu súng săn của Charnetski bắn chết Jack Attack, còn búp bê Baby bỏ chạy. Mark đang đi tìm Judith thì bị Lincoln giật súng, Judith xuất hiện kịp thời và bắn chết Lincoln khi hắn định giết Mark. Mark và Judith sau đó hợp sức cùng nhau để tiêu diệt đám đồ chơi. Chỉ trong phút chốc, họ giết được búp bê Baby, rô-bốt Mr. Static cùng nhiều đồ chơi khác. Gấu bông Grizzly Teddy biến thành con gấu to lớn rồi đuổi theo Mark ra đến bãi đậu xe, còn Judith bị chúa quỷ bắt đi. Chúa quỷ tính nhập vào bào thai trong bụng Judith, nhưng một chú lính chì đồ chơi đã cởi trói cho Judith. Chú lính chì biến thành cậu bé tóc vàng và chiến đấu với chúa quỷ, Judith nhanh tay nhặt thanh gươm đâm chúa quỷ khiến linh hồn hắn bị đày về Địa ngục. Cậu bé tóc vàng tiết lộ mình sẽ là đứa con trong tương lai của Judith, cậu hóa thân thành chú lính chì để cứu Judith thoát khỏi chúa quỷ. Nói chuyện xong thì cậu bé tóc vàng biến mất để trở về Thiên đàng, Mark giết được gấu bông Grizzly Teddy trong vụ nổ xe hơi. Mark và Judith ngồi chờ đến sáng cho đến khi các cánh cửa được mở ra.

## Diễn viên
- Tracy Scoggins vai Judith Gray
- Bentley Mitchum vai Mark Wayne
- Daniel Cerny vai The Kid
- Robert Stoeckle vai Chúa quỷ
- Jeff Weston vai Matt Cable
- Pete Schrum vai Charnetski
- Ellen Dunning vai Anne
- Michael Russo vai Lincoln
- Barry Lynch vai Hesse
- William Thorne vai Cậu bé tóc vàng
- Linda O. Cook vai Búp bê Baby Oopsy Daisy (lồng tiếng)
- Edwin Cook vai Gấu bông Grizzly Teddy (lồng tiếng)
- Tim Dornberg vai Quỷ hề Jack Attack (lồng tiếng)
- Brigitte Lynn vai Rô-bốt Mr. Static (lồng tiếng)
- Richard Speight Jr. vai Andy
- Larry Cedar vai Peterson
- Kristine Rose vai Miss July
- Jim Mercer vai Ông Michaels
- Pat Crawford Brown vai Bà Michaels